# Julian Cash
Julian Cash (6 de mayo de 1996) es un jugador de tenis británico.
Cash su ranking ATP más alto de singles fue el número 786, logrado el 1 de agosto de 2022. Su ranking ATP más alto de dobles fue el número 70, logrado el 5 de diciembre de 2022.
Cash hizo su debut en el cuadro principal de Grand Slam en el Campeonato de Wimbledon 2022, recibiendo wildcards en el cuadros de dobles junto a Henry Patten.

## Torneos de Grand Slam

### Dobles

#### Títulos (1)
| Año  | Campeonato | Pareja          | Oponentes en la final    | Resultado en final |
| 2025 | Wimbledon  | Lloyd Glasspool | Rinky Hijikata David Pel | 6-2, 7-6(3)        |

## Títulos ATP (9; 0+9)

### Dobles (9)
| Leyenda                         |
| Grand Slam (1)                  |
| ATP Wourld Tour Finals (0)      |
| ATP Masters 1000 World Tour (1) |
| ATP World Tour 500 series (3)   |
| ATP World Tour 250 series (4)   |

| N.º | Fecha                 | Torneo       | Superficie | Pareja          | Oponentes en la final          | Resultado            |
| --- | --------------------- | ------------ | ---------- | --------------- | ------------------------------ | -------------------- |
| 1.  | 19 de febrero de 2024 | Delray Beach | Dura       | Robert Galloway | Santiago González Neal Skupski | 5-7, 7-5, [10-2]     |
| 2.  | 29 de junio de 2024   | Mallorca     | Hierba     | Robert Galloway | Diego Hidalgo Alejandro Tabilo | 6-4, 6-4             |
| 3.  | 1 de octubre de 2024  | Tokio        | Dura       | Lloyd Glasspool | Ariel Behar Robert Galloway    | 6-4, 4-6, [12-10]    |
| 4.  | 5 de enero de 2025    | Brisbane     | Dura       | Lloyd Glasspool | Jiří Lehečka Jakub Mensik      | 6-3, 6-7(2), [10-6]  |
| 5.  | 22 de febrero de 2025 | Doha         | Dura       | Lloyd Glasspool | Joe Salisbury Neal Skupski     | 6-3, 6-2             |
| 6.  | 22 de junio de 2025   | Queen's Club | Hierba     | Lloyd Glasspool | Nikola Mektić Michael Venus    | 6-3, 6-7(5), [10-6]  |
| 7.  | 27 de junio de 2025   | Eastbourne   | Hierba     | Lloyd Glasspool | Ariel Behar Joran Vliegen      | 6-4, 7-6(5)          |
| 8.  | 12 de julio de 2025   | Wimbledon    | Hierba     | Lloyd Glasspool | Rinky Hijikata David Pel       | 6-2, 7-6(3)          |
| 9.  | 7 de agosto de 2025   | Toronto      | Dura       | Lloyd Glasspool | Joe Salisbury Neal Skupski     | 6-3, 6-7(5), [13-11] |

#### Finalista (8)
| N.º | Fecha                   | Torneos          | Superficie    | Pareja          | Oponentes en la final                | Resultado           |
| --- | ----------------------- | ---------------- | ------------- | --------------- | ------------------------------------ | ------------------- |
| 1.  | 9 de abril de 2023      | Houston          | Tierra batida | Henry Patten    | Max Purcell Jordan Thompson          | 6-4, 4-6, [5-10]    |
| 2.  | 22 de octubre de 2023   | Estocolmo        | Dura (i)      | Yuki Bhambri    | Andrey Golubev Denys Molchanov       | 6-7(8), 2-6         |
| 3.  | 11 de noviembre de 2023 | Sofía            | Dura (i)      | Nikola Mektić   | Gonzalo Escobar Aleksandr Nedovyesov | 3-6, 6-3, [11-13]   |
| 4.  | 16 de junio de 2024     | Stuttgart        | Hierba        | Robert Galloway | Rafael Matos Marcelo Melo            | 6-3, 3-6, [8-10]    |
| 5.  | 24 de agosto de 2024    | Winston-Salem    | Dura          | Robert Galloway | Nathaniel Lammons Jackson Withrow    | 4-6, 3-6            |
| 6.  | 29 de marzo de 2025     | Miami            | Dura          | Lloyd Glasspool | Marcelo Arévalo Mate Pavić           | 6-7(3), 3-6         |
| 7.  | 13 de abril de 2025     | Montecarlo       | Tierra batida | Lloyd Glasspool | Romain Arneodo Manuel Guinard        | 6-1, 6-7(8), [8-10] |
| 8.  | 14 de junio de 2025     | 's-Hertogenbosch | Hierba        | Lloyd Glasspool | Matthew Ebden Jordan Thompson        | 4-6, 6-3, [7-10]    |

## Títulos Challenger; 12 (0 + 12)
| Leyenda             | Individuales | Dobles |
| ------------------- | ------------ | ------ |
| ATP Challenger Tour | 0            | 12     |

### Dobles
| N.º | Fecha      | Torneo                        | Superficie        | Compañero       | Oponentes en la final                       | Resultado           |
| --- | ---------- | ----------------------------- | ----------------- | --------------- | ------------------------------------------- | ------------------- |
| 1.  | 04.06.2022 | Challenger de Surbiton        | Césped            | Henry Patten    | Aleksandr Nedovyesov Aisam-ul-Haq Qureshi   | 4–6, 6–3, [11–9]    |
| 2.  | 18.06.2022 | Challenger de Ilkley          | Césped            | Henry Patten    | Ramkumar Ramanathan John-Patrick Smith      | 7–5, 6–4            |
| 3.  | 27.08.2022 | Challenger de Granby          | Dura              | Henry Patten    | Jonathan Eysseric Artem Sitak               | 6–3, 6–2            |
| 4.  | 24.09.2022 | Challenger de Columbus        | Dura (i)          | Henry Patten    | Charles Broom Constantin Frantzen           | 6–2, 7–5            |
| 5.  | 15.10.2022 | Challenger de Fairfield       | Dura              | Henry Patten    | Anirudh Chandrasekar Vijay Sundar Prashanth | 6–3, 6–1            |
| 6.  | 29.10.2022 | Challenger de Las Vegas       | Dura              | Henry Patten    | Constantin Frantzen Reese Stalder           | 6–4, 7–6(1)         |
| 7.  | 05.11.2022 | Challenger de Charlottesville | Dura (i)          | Henry Patten    | Alex Lawson Artem Sitak                     | 6–2, 6–4            |
| 8.  | 19.11.2022 | Challenger de Drummondville   | Dura (i)          | Henry Patten    | Arthur Fery Giles Hussey                    | 6–3, 6–3            |
| 9.  | 26.11.2022 | Challenger de Andria          | Dura (i)          | Henry Patten    | Francesco Forti Marcello Serafini           | 6–7(3), 6–4, [10–4] |
| 10. | 03.12.2022 | Challenger de Maia            | Tierra batida (i) | Henry Patten    | Nuno Borges Francisco Cabral                | 6–3, 3–6, [10–8]    |
| 11. | 15.04.2023 | Challenger de Sarasota        | Tierra batida (v) | Henry Patten    | Guido Andreozzi Guillermo Durán             | 7–6(4), 6–4         |
| 12. | 08.06.2024 | Challenger de Surbiton        | Césped            | Robert Galloway | Nicolás Barrientos Diego Hidalgo            | 6–4, 6–4            |